# 歌川国芳
歌川 国芳（うたがわ くによし、寛政9年11月15日〈1798年1月1日
〉 - 文久元年3月5日〈1861年4月14日〉）は、江戸時代末期の浮世絵師。

## 生涯
画号は文政初年から万延元年にかけて一勇斎国芳といい、後に彩芳舎（文政中期）、朝桜楼（天保初年から万延元年）、雪谷、仙真とも号した。歌川を称し、狂歌の号に柳燕、隠号に一妙開程芳といった。江戸時代末期を代表する浮世絵師の一人であり、画想の豊かさ、斬新なデザイン力、奇想天外なアイデア、確実なデッサン力を持ち、浮世絵の枠にとどまらない広範な魅力を持つ作品を多数生み出した。
寛政9年（1798年）、江戸日本橋本銀町一丁目（現在の東京都中央区日本橋本石町四丁目あたり）に生まれる。父は京紺屋（染物屋）を営む柳屋吉右衛門。幼名は井草芳三郎。後に孫三郎。風景版画で国際的に有名な歌川広重とは同年の生まれであり、同時代に活動した。壮年時には向島に住む。
三囲神社碑文 によれば、国芳は幼少期から絵を学び、7、8歳で北尾重政の『絵本武者鞋』や北尾政美の『諸職画鑑』を写し、12歳で描いた「鍾馗提剣図」を初代歌川豊国（1769年 - 1825年）が目に留め、文化8年（1811年）に15歳で入門した という。豊国は華麗な役者絵で一世を風靡した花形絵師であり、兄弟子に歌川国貞（1786年 - 1864年）がいる。国芳の名は入門の数年後、文化10年（1813年）頃の刊行とみられる戯作者・浮世絵師の相撲見立番付の前頭27枚目に挙げられており、翌文化11年（1814年）頃刊の合巻『御無事忠臣蔵』（竹塚東子作）表紙と挿絵が初作とされる。翌文化12年（1815年）の錦絵「市川市蔵の金輪五郎今国・三代目中村歌右衛門のおみわ」（『妹背山女庭訓』）頃から一枚絵を制作し始めており、この年の錦絵に『三世中村歌右衛門の春藤次郎左衛門』がある。また、文化13年（1816年）には錦絵「浅尾勇次郎・五代目岩井半四郎・七代目市川団十郎」（『清盛栄花台』）を描いており、本作は斎号を用いた年代を特定できる最初の作品であった。国芳は学資が乏しく月謝が払えないので、すでに歌川派を代表していた兄弟子・歌川国直の家に居候し、彼の仕事を手伝いながら腕を磨く。この時期は役者絵や合巻の挿絵などを描いていたが、あまり人気が出ず作品も僅かであった。また、勝川春亭にも学んでおり、さらに葛飾北斎の影響も受け、後に3代堤等琳に学んで、雪谷とも号した。
文政初年、錦絵『平知盛亡霊図』や『大山石尊良弁滝之図』によって一時は人気を得たが、文政6年（1823年）ころ銀座の川口屋正蔵及び日本橋の川口屋長蔵という版元から役者絵を出すも、師豊国や兄弟子国貞の人気に勝てず、その後しばらくは不遇であった。そして師の豊国没後の文政10年（1827年）頃に発表した大判揃物『通俗水滸伝豪傑百八人』や天保元年（1830年）頃の『本朝水滸伝豪傑八百人』という『水滸伝』のシリーズ が評判となる。それまであまり色数を用いなかった水滸伝の絵に多色刷りを用い、ダイナミックな力強い絵柄で迫力があり、“武者絵の国芳”と称され、人気絵師の仲間入りを果たした。『東都名所』などの西洋の陰影表現を取り入れた名所絵（風景画）にも優れており、美人画や役者絵、狂画（戯画）にも多くの力作を残している。
その後、天保元年（1830年）頃、新和泉町玄冶店の借家に住始め、朝桜楼の号を使用し始めた。この頃、武者絵、洋風風景画、美人画、魚類画、風刺画などを近代的な写実眼によって制作している。
|  |  |

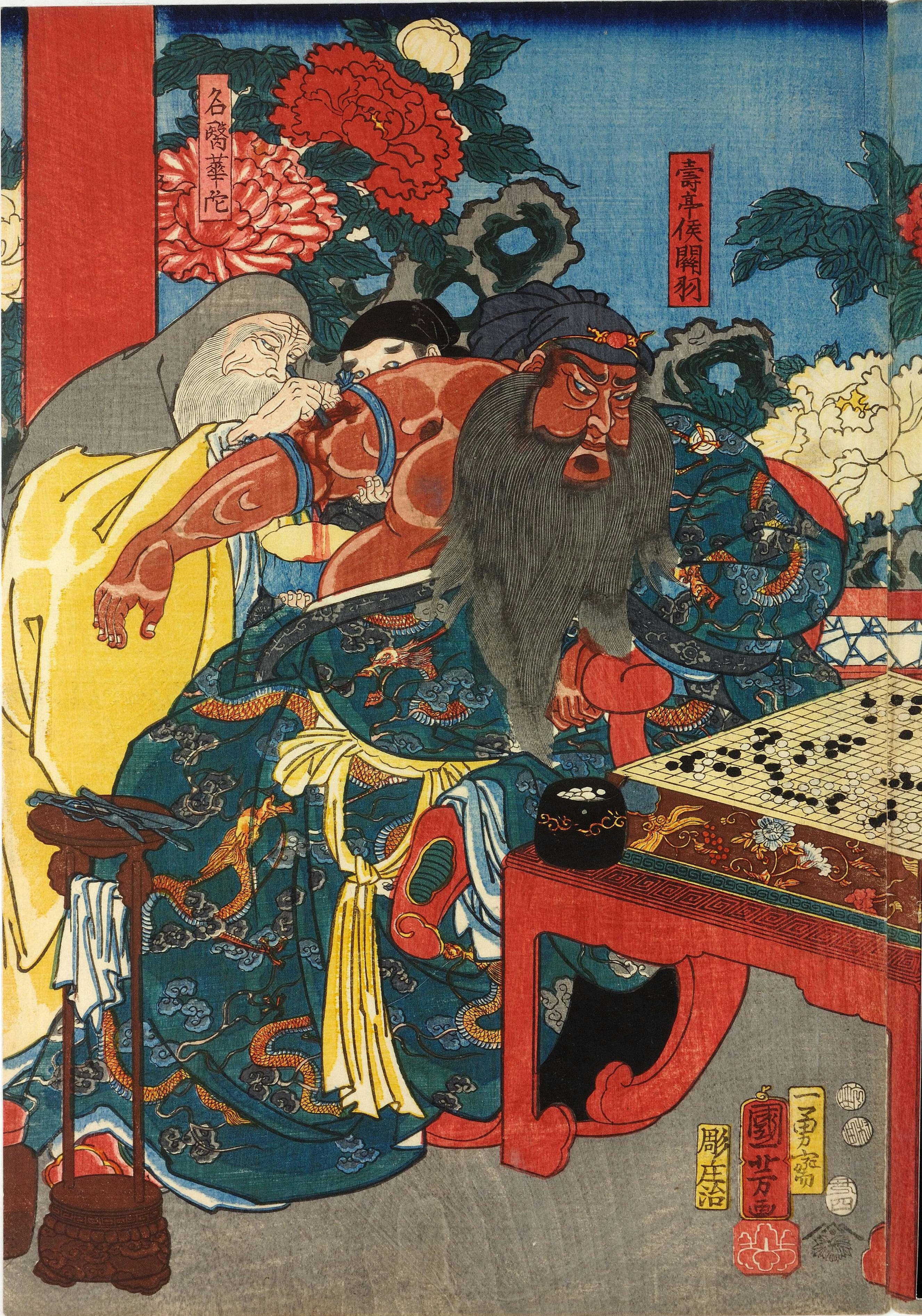
『通俗三国志之内 華陀骨刮関羽箭療治図』 華佗の医術で肘の切開手術を受ける関羽。

天保6年（1835年）、歌川芳宗が入門する。国芳は天保8年（1837年）12月までには向島に移り住んでいる。ところが国芳45歳の時、運命は一変する。老中・水野忠邦による天保の改革。質素倹約、風紀粛清の号令の元、天保13年（1842年）には国芳や国貞らも人情本、艶本が取締りによって絶版処分となる。また浮世絵も役者絵や美人画が禁止になるなど大打撃を受ける。江戸幕府の理不尽な弾圧を黙って見ていられない江戸っ子国芳は、浮世絵で精一杯の皮肉をぶつけた。『源頼光公館土蜘作妖怪図』（1843年（天保14年））は、表向きは平安時代の武将源頼光による土蜘蛛退治を描いたものだが、本当は土蜘蛛を退治するどころか妖術に苦しめられているのは頼光と見せかけて実は、将軍・徳川家慶であり、国家危急の時に惰眠をむさぼっているとの批判が込められている。主君が危機だと言うのにソッポ向く卜部季武と見せかけ、天保の改革の中心人物、老中・水野忠邦である。また、着衣の家紋や模様から、他の頼光四天王で碁を打っている渡辺綱は真田幸貫、坂田金時は堀田正睦、湯飲みを持っている碓井貞光は土井利位、土蜘蛛は筒井政憲、矢部定謙、美濃部茂育を指すとされ、他の小物類も当時の人物たちとされる。そして奥にはユーモラスな妖怪たちがいるが、実は天保の改革の被害者たちである。富くじが禁止された富くじ妖怪、歯のないろくろ首には歯なし→噺など寄席の禁止を恨んだものなど、絵のいたるところに隠されている悪政に対する風刺が込められている。江戸の人々は謎を解いては溜飲を下げて大喜びした。しかし、幕府はそんな国芳を要注意人物と徹底的にマークした。国芳は何度も奉行所に呼び出され、尋問を受け、時には罰金を取られたり、始末書を書かされたりした。それでも国芳の筆は止まらず、禁令の網をかいくぐりながら、幕府を風刺する国芳に江戸の人々は喝采を浴びせた。国芳自身がヒーローとなり、その人気は最高潮に達した。
弘化元年（1844年）、国芳は葛飾北斎門人の大塚道菴の紹介により、北斎と出会っている。なお、この時、独楽廻し竹沢藤治の絵看板を描く際、この道菴を雇って補筆させた。同年、『縞揃女弁慶』において芳桐印を使用する。弘化3年（1846年）に大判3枚続の錦絵『里すずめねぐらの仮宿』が雀の衣服の紋に名主印が捺されたことで問題となった。やがて目の上のタンコブであった水野忠邦は失脚。国芳は待ってましたとばかりに弘化から嘉永期には奇想漲る武者絵3枚続を描いて江戸の人々の度肝を抜く武者絵を世に送り出して新機軸を見せた。国芳の描いた『宮本武蔵と巨鯨』（1848年（嘉永元年） - 1854年（安政元年））は、浮世絵3枚分に描かれたまるで大スペクタル絵画である。武蔵の強さを表現するのに相手が人間では物足りない。桁違いの鯨と戦わせることでヒーロー武蔵の強さを伝え、国芳を称える声が満ち溢れた。
武者絵で大成功を収めた国芳は、1人の絵師として気にかけていたものがあった。国芳は『近江の国の勇婦於兼』（1830年（天保元年））で、画面左側の女性は伝統的な美人画の技法で描かれているが、対する馬はまるで西洋画のようにリアルな立体感が陰影によって描かれている。実は国芳は当時なかなか手に入れることができなかった西洋の銅版画を集め、遠近法や陰影の付け方の研究に励んでいた。国芳は「西洋画は真の画なり。世は常にこれに倣わんと欲すれども得ず嘆息の至りなり」と語っている。
そんな国芳が56歳の時、新たなシリーズの製作に取り掛かった。それは47人の志士が揃う忠臣蔵である。国芳はこの作品を新しく学んだ西洋画の技法で描いてみようと思い立った。この時代、公儀に逆らった赤穂浪士を称えることはご法度であり、あくまで戯曲化され、舞台で演じられる役柄として描くしかなかった。ところが西洋画を学んだ国芳は、かつてのような派手な見得を切るヒーローの大星由良之助ではなく、実在の人物「震えている大石内蔵助」としてリアルに描こうとした。「お犬様に餌をあげ愛でる義士」「西洋絵画のような筆調の夜空」（右下の「作品」画像も参照）などは、国芳が生み出した迫真の人物像および背景であったが、派手な浮世絵を見慣れている当時の人々にとって写実的な肖像画や歴史・事件絵は受け容れられず、すぐに打ち切りとなった。

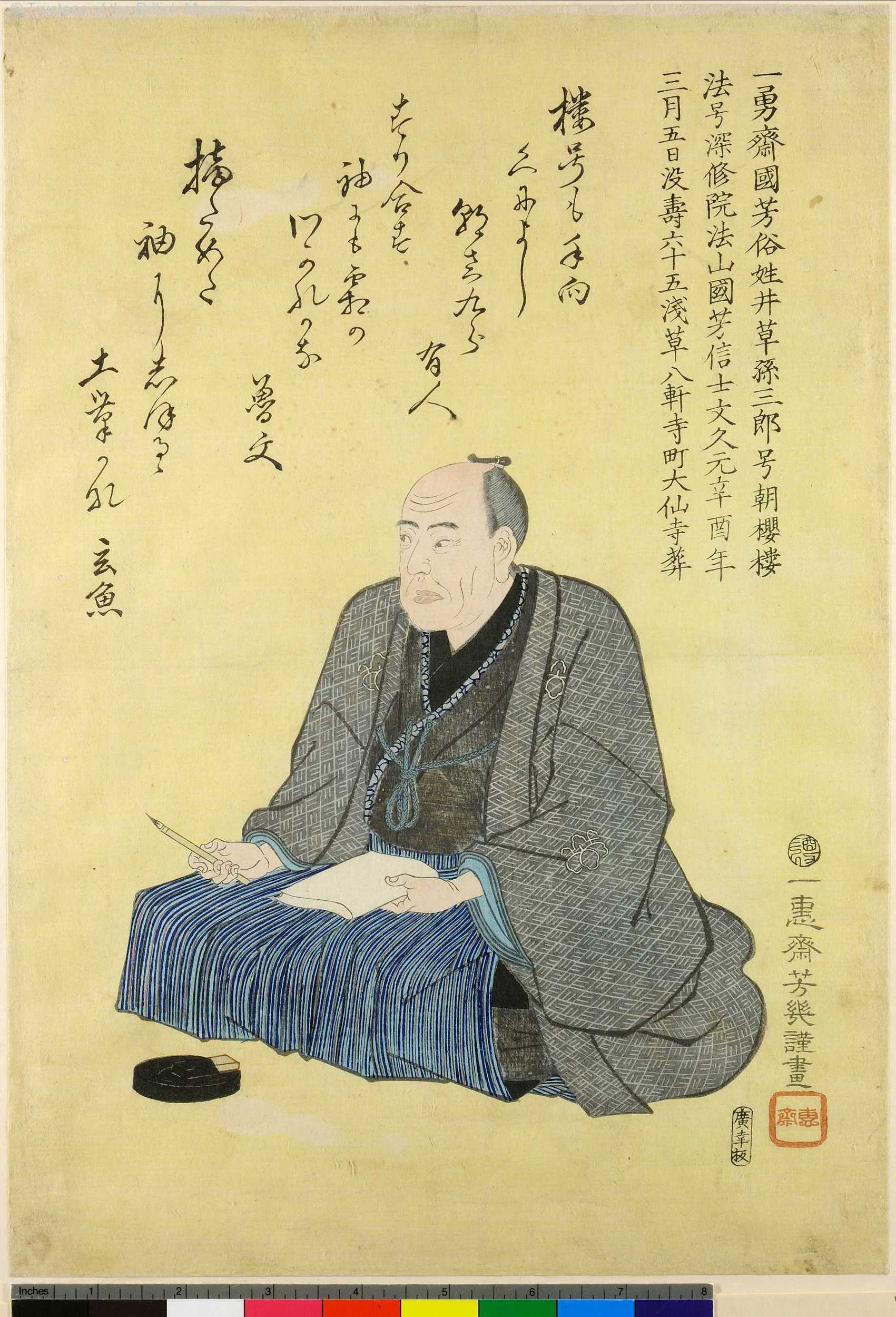
落合芳幾による国芳の死絵。

世間の酷評に憤慨した国芳は意趣晴らしに、赤穂浪士を全員化け物のような姿に描いた。また、義士が指さして笑われている『ばか手本忠臣蔵』、義士がみなガマガエルになった『蝦蟇手本ひやうきんぐら』と義士を矮小・滑稽化した作品群を続けて発表、「日本一のあほうのかゞみ」と義士を茶化した大判錦絵まで書くに至る。 
翌年の嘉永6年（1853年）、浦賀にはペリーの黒船が来航した。また、同年に国芳は新和泉町玄冶店に居住しており、6月24日に料理茶屋河内屋で梅屋鶴寿主催の書画会において３０畳敷きという大紙に『九紋龍史進憤怒の図』を自らの着物を墨に浸してえがいている。同年７月、大判２枚続『浮世又平名画奇特』の絵が時世を風刺したとしてお咎めを受ける。
安政3年（1856年）初め頃に中風を患い、4年前後辺りから人物描写に硬直味が見られ、描線に鈍さが出て、動感に乏しい作品が目立ち始める。安政5年（1858年）に弟子の歌川芳虎を絶縁、行事衆に届ける。万延元年には横浜絵を制作するが、華々しい武者絵の世界を築いた国芳はひとつの時代の終焉に合わせるかのように文久元年（1861年）に65歳の生涯を閉じた。墓所は最初浅草八軒寺町、大正初めに千住に移され、戦後は小平市上水南町511の大仙寺。法名は深修院法山信士。墓石に井草と記されている。国芳には歌川芳虎、歌川芳艶、落合芳幾、歌川芳藤、女流浮世絵師の歌川芳玉など多くの門弟がおり、二、三十人の弟子がいたともされ、「最後の浮世絵師」と呼ばれた月岡芳年や、幕末から明治前期に活躍した異色の絵師・河鍋暁斎も国芳に弟子入りしたことがあった。また、その画系は玄冶店派といわれており芳年、年方、清方、深水という風に昭和期にまで続いている。

## 作品

### 版本
- 『御無事忠臣蔵』3冊　合巻　竹塚東子作　文化11年(1814年)  岩戸屋喜三郎版 - 挿絵を担当、以下同じ。
- 『お竹大日如来稚絵解』2冊　合巻　十返舎一九作　文化12年(1815年)　河内屋源七版
- 『蝶鵆曽我俤』2冊(前後編)　合巻　山東京伝作　文化13年(1816年)　河内屋源七版　※国貞、国直と共画
- 『娘歌嘉留多』3冊　合巻　橋本徳瓶作　文化14年(1817年)　河内屋源七版

### 錦絵
- 『松本幸四郎 市川団十郎』  中短冊判  文化末期  ※国芳画の落款[9]
- 『浅尾勇次郎  岩井半四郎  市川団十郎』 大判3枚続  文化13年（1816年）  ※『清盛栄花臺』より、採芳舎国芳画の落款[10]
- 『太田左衛門大夫持資』  大判  文化末期‐文政前期  ※採芳舎国芳画の落款[10]
- 『隠岐次郎広有』  大判  文政前期   ※採芳舎国芳画の落款[11]
- 『源頼光土蜘蛛の妖怪を斬る図』  大判2枚続  文政前期  ※採芳舎国芳画の落款[12]
- 『箱王丸』 大判  個人所蔵  ※採芳舎国芳画の落款[13]
- 『岩井紫若・市川団十郎』  大判  文政初期  ※一勇斎国芳画の落款[14]
- 『源三位頼政の鵺退治』  大判3枚続  文政前期  ※一勇斎国芳画の落款[15]
- 『大山石尊良弁瀧之図』 大判3枚続 文政元年から文政3年
- 『平知盛亡霊の図』 大判3枚続 文政元年頃
- 『七世市川団十郎と初世岩井紫若』 大判 役者絵 文政6年‐文政8年 東屋大助版
- 『三代目尾上菊五郎の玉屋新兵衛・二代目関三十郎の鵜飼九十郎』 大判 役者絵 文政7年 東屋大助版
- 『三代目尾上菊五郎の彦惣・五代目瀬川菊之丞の小金』 大判 役者絵 文政7年 東屋大助版
- 『雪月花 雪』 大判 美人画 文政7年ころ 江崎屋吉兵衛版
- 『雪月花 月』 大判 美人画 文政7年ころ 江崎屋吉兵衛版
- 『花菖蒲浮名顔触』 大判3枚続 文政から天保 役者絵
- 『相馬の古内裏』大判3枚続　弘化元年から弘化3年　山口県立萩美術館・浦上記念館、悳俊彦等所蔵
- 『みかけハこハゐがとんだいゝ人だ』大判　嘉永頃　山口県立萩美術館・浦上記念館等所蔵
- 『忠臣蔵十一段目夜討之図』　横大判　天保初期 神戸市立博物館所蔵
- 『碓井又五郎飛騨山中ニ大猿ヲ打』大判　天保中期頃
- 『東都富士見三十六景　山王神事雪解の富士』大判　天保中期頃
- 『東都富士見三十六景』横大判5枚組　弘化
- 『近江の国の勇婦於兼』　大判　天保初期
- 『太平記兵庫合戦』 福海寺で足利尊氏を探す、白藤彦七郎。
- 『東都名所』横大判10枚組　天保前期  新吉原など。
- 『東都首尾之松之図』　横大判5枚組の内　天保
- 『東都御厩川岸之図』　横大判5枚組の内　天保
- 『東海道五十三駅四（三・五・六）宿名所』　横大判12枚揃　天保
- 『通俗水滸伝豪傑百八人之壱個』　大判揃物　文政後期
- 『宮本武蔵の巨鯨退治』　大判3枚続　嘉永 個人所蔵
- 『江戸自慢程好仕入 ほぐそめ』　大判 嘉永元年（1848年） たばこと塩の博物館所蔵
- 『其まヽ地口猫飼好（みょうかいこう）五十三疋』大判3枚続　嘉永1年頃
- 『里すずめねぐらの仮宿』 大判3枚続
- 『田家茶話 六老之図』 大判2枚続 嘉永3年頃 和泉屋市兵衛版 横浜美術館、悳俊彦所蔵
- 『天狗のまね・地引だぬき』 2丁掛
- 『狸の川がり・狸の夕立』 2丁掛 東京都立中央図書館所蔵
- 『狸ト狐の遊』
- 『さむがり狸・初午のたぬき』 2丁掛
- 『勇国芳桐対模様（いさましくによしきりのついもよう）』　大判3枚続
- 『人をばかにした人だ』 大判 悳俊彦所蔵
- 『東都三ツ股の図』 横大判 悳俊彦所蔵
- 『源頼光公館土蜘作妖怪図』 大判3枚続 悳俊彦所蔵
- 『東都名所 大森』 横大判 天保初期 山口県立萩美術館・浦上紀念館所蔵
- 『金魚づくし 百ものがたり』 中判 天保後期 東京国立博物館所蔵
- 『浮世よしづくし』 大判2枚続 名古屋市博物館所蔵
- 『江戸じまん名物くらべ 王子みやげ』 大判 弘化元年頃 山口県立萩美術館・浦上紀念館所蔵
- 『猫の当字 なまづ』 大判 天保末期 山口県立萩美術館・浦上紀念館所蔵
- 『流行三ツびやうし』 大判 弘化
- 『於竹大日如来』 大判
- 『お竹大日如来略えんぎ』 大判 山口県立萩美術館・浦上紀念館所蔵
- 『誠忠義士肖像 大星由良之助良雄』 大判 嘉永5年 山口県立萩美術館・浦上紀念館所蔵
- 『木曽街道六十九次』 大判 嘉永5年 全72枚揃（目録、日本橋、京都含む）内容は、宿場の名前にかけて人物や物語を描く 一種の謎かけとなっている[16]。 岐阜県美術館所蔵

### 肉筆浮世絵
- 『九紋龍図』 扇面 紙本着色 東京国立博物館所蔵
- 『角力土俵入図』 絹本着色 東京国立博物館所蔵
- 『画手本』 紙本墨画及淡彩 1冊 東京国立博物館所蔵（小林清子寄贈）
- 『火消千組の図』 絵馬 成田山霊光館所蔵 天保4年3月
- 『浅茅原一つ家之図』 絵馬 浅草寺所蔵 安政2年2月
- 『夜討曽我図』 絵馬 成田山霊光館所蔵 安政3年
- 『祐天上人御利生図』 絵馬 成田山霊光館所蔵 安政3年
- 『桜下身づくろいの芸者』 絹本着色 太田記念美術館所蔵
- 『浴後美人図』 絹本着色 太田記念美術館所蔵 歌川国英と合作
- 『坂東しうかの娘道成寺図』 絹本着色 日本浮世絵博物館所蔵
- 『役者似顔絵六歌仙図』 絹本着色 日本浮世絵博物館所蔵
- 『婦女風俗十二ケ月図　三月　潮干狩り図』 絹本着色 　勝川春章による作品（現存10幅）に国芳が追加している。
- 『遊女道中図』 絹本着色 嘉永元年～嘉永3年頃
- 『遊女図』 絹本着色 嘉永元年～嘉永3年頃
- 『二枚櫛花魁立姿図』 絹本着色 熊本県立美術館所蔵
- 『鐘馗図』 絹本墨画  熊本県立美術館所蔵
- 『宝船図』 絖本淡彩 熊本県立美術館所蔵
- 『鉢植えを運ぶ美人図』 絹本着色 大英博物館所蔵
- 『半托伽尊者』 紙本着色 大英博物館所蔵
- 『布袋図』 紙本墨画 大英博物館所蔵
- 『振袖美人図』 絹本着色 ジェノヴァ東洋美術館所蔵
- 『諸芸尽し図屏風』 絹本着色 2曲1双 ボストン美術館所蔵 安政年間頃
- 『夜桜を見る二美人』 絹本着色 ボストン美術館所蔵 嘉永安政頃
- 『月下の遊女図』 絹本着色 ボストン美術館所蔵 天保年間頃
- 『舌切雀図』 紙本着色
- 『下絵帖』2冊 旧歌川芳員所蔵

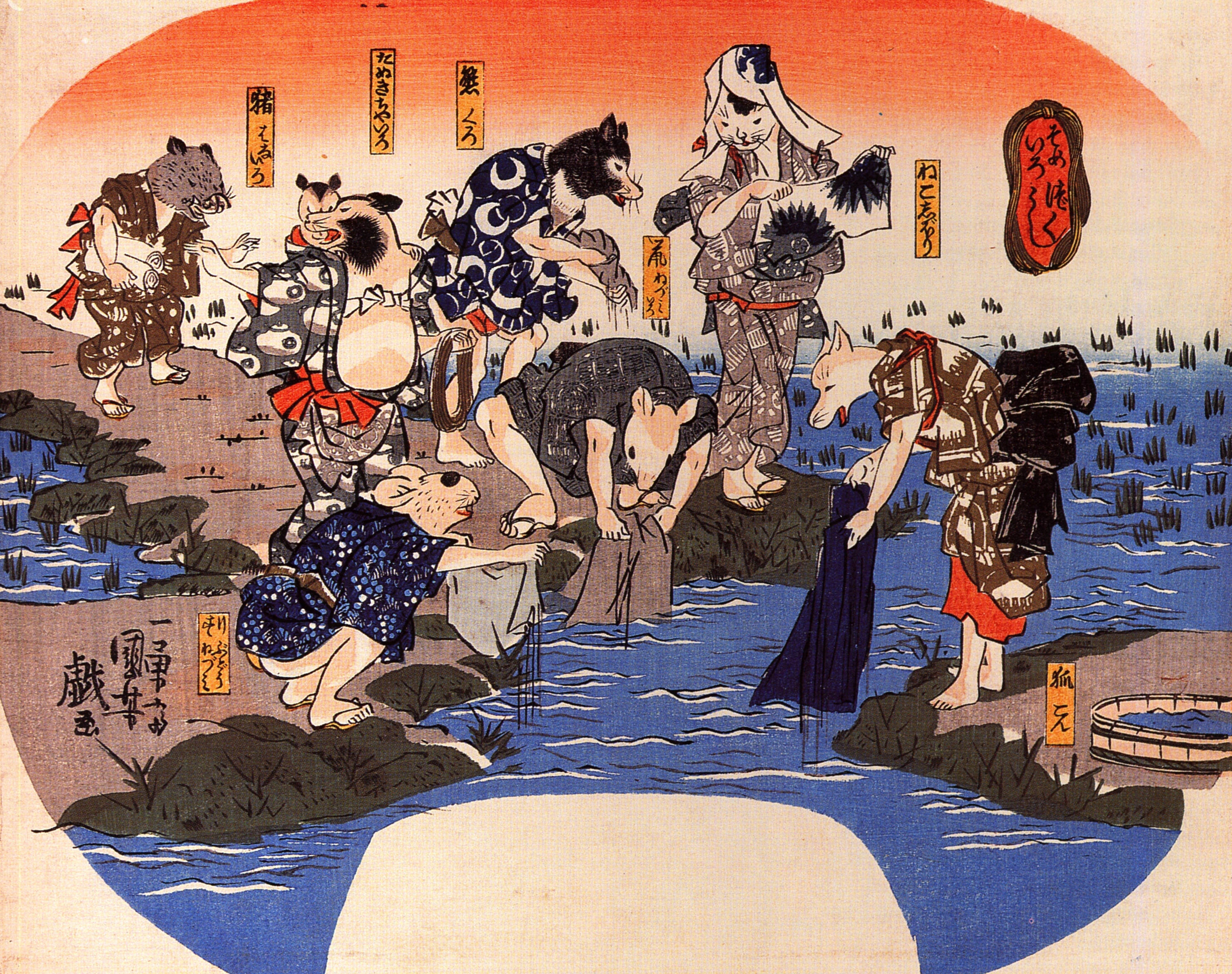
『そめいろづくし』 染め物を題材にした戯画で、「ねこしぼり」「狐こん」「熊くろ」など遊び心に富む。団扇絵（団扇の地紙用に描かれた絵）。

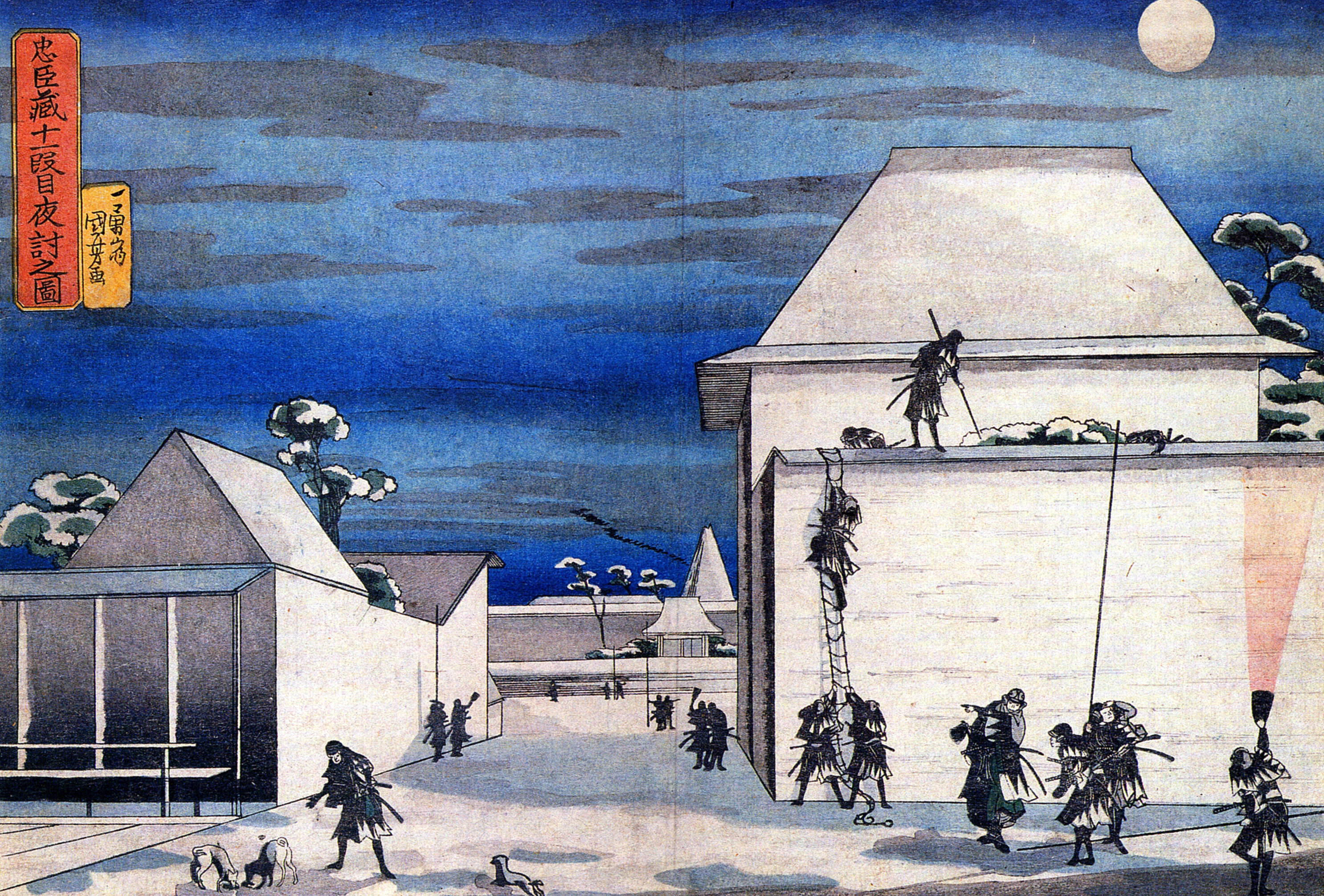
『忠臣蔵十一段目夜討之図』

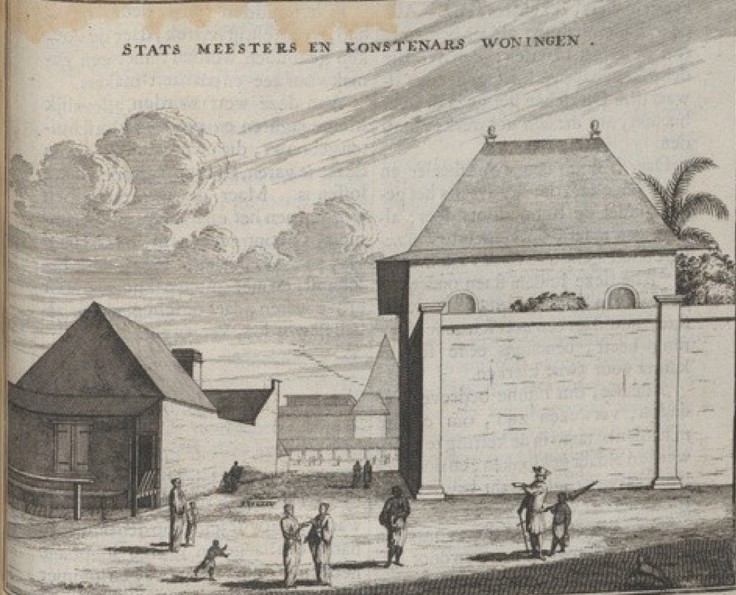
ヤン・ニューホフ著『東西海陸紀行』の挿絵

作品は役者絵、武者絵、美人画、名所絵（風景画）から戯画、春画までさまざまなジャンルにわたっているが、中でも歴史・伝説・物語などに題材を採り、大判3枚つづりの大画面に巨大な鯨や骸骨、化け物などが跳梁するダイナミックな作品に本領を発揮している。反面、肉筆画の作品は種類は多彩だが、現存数が少ない。現在確認されている錦絵の作品数は、5300枚余に及ぶ。

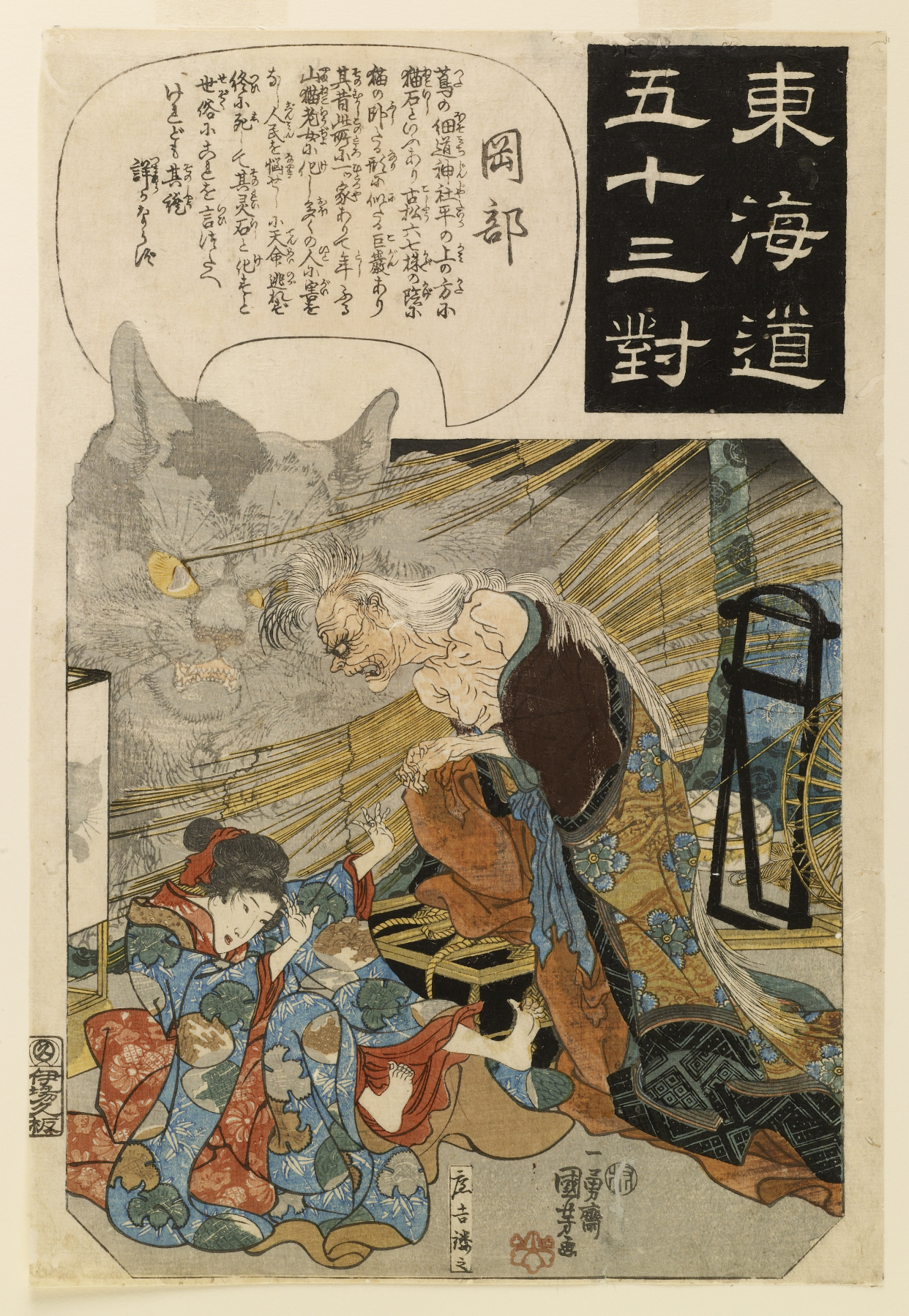
「東海道五十三對　岡部」（鶴屋南北「独道五十三駅」の岡崎の化け猫騒動と岡部の猫石を題材に描いた

国芳は無類の猫好きとしても知られ、常に数匹、時に十数匹の猫を飼い、懐に猫を抱いて作画していたと伝えられる。内弟子の芳宗によると、亡くなった猫はすぐに回向院に葬られ、家には猫の仏壇があり、死んだ猫の戒名が書いた位牌が飾られ、猫の過去帳まであったという。それだけに猫の仕草に対する観察眼は鋭く、猫を擬人化した作品も多い。山東京山著『朧月猫草帋』(天保13年(1842年 ) - 嘉永2年( 1849年))
がある。特に斑猫を好んだらしく、絵に登場する頻度も高い。門弟たちにも猫を描くのを勧めたと言われ、
国芳以降、浮世絵に猫が描かれる頻度が増加する。猫に限らず、狸・雀・蛸などの身近な動物を擬人化して世相を風刺したり、動物に託して江戸の庶民の生活を描写した作品も豊富で、これらからは現代日本にてますます盛んな漫画・劇画の源流の一つを見る事ができよう。
「寄せ絵」、自宅で絵を描く自身の顔の前を、絵の中の動物や人物が横切り、自身の顔を隠している「自画像」のような遊び心のある作品も国芳の得意としたものである。これには、西洋のジュゼッペ・アルチンボルドなど舶来画からの影響がしばしば指摘される。しかし、国芳以前から寄せ絵の伝統はあり、文化・文政期には身の回り様々なものを組み合わせた作りものを公開する細工見世物や、竹の篭目を編んで人物や動物を作り上げ、その大きさは時には高さ20メートルにも及んだという駕籠細工などの見世物が催されており、国芳はこうした見世物からアイデアを思いついたとしても不思議ではない。
華美を戒める天保の改革（1841年 - 1843年）以後、幕府の禁令によって役者や遊女の1枚刷り錦絵は出版不可となるが、国芳はこのような世相の下、持ち前の江戸っ子気質を大いに発揮している。「ヘタウマ」の元祖のように『荷宝蔵壁のむだ書』のように壁の落書きを写し取ったという方便を使ったり、魚の顔を役者の似顔にしたりするなど、さまざまな便法で禁令を潜り抜け、絵師は役者の似顔を世に送り出し続けた。
2008年、富山県の農家の蔵から国芳を中心とした歌川派の版木が368枚発見され、購入した国立歴史民俗博物館により2009年に公開された。これにより、国芳作品の創作過程の解明および浮世絵本来の色の復元が始まっている。この版木については同年4月12日放送のBShi「ハイビジョン特集 幻の色 よみがえる浮世絵」、5月16日放送のNHK総合「ワンダー×ワンダー 浮世絵 よみがえる幻の色」で取り上げられた。「東都三つ股の図」に描かれているのは「東京スカイツリー」を予見していたとして話題になったが、井戸掘りの櫓（やぐら）ではないかと推察される。

## 影響
国芳はまた、柴田是真（蒔絵師、画家）、渡辺崋山（田原藩家老、学者、画家）ら当時の文化人とも交流があり、画風にも当時の新知識を彼なりに研究・吸収した跡が見られる。国芳は年下の是真に教えを乞い、国芳の画力を知る是真はそんな資格はないと一度は断った。しかし、国芳の熱意に負け是真は願いを容れて、国芳に「井草仙真」の号を贈ったという。この名が記された国芳の作品はなく信憑性に疑問が残るが、国芳の肉筆画「舌切り雀図」（天保初期、紙本淡彩、個人蔵）には是真の影響が認められる。
『相馬の古内裏』という作品に登場する巨大な骸骨（「国芳画廊」の項を参照）は、西洋の解剖学の書物を研究した成果である。特に1682年オランダで出版された旅行家ニューホフ著『東西海陸紀行』の挿絵に、国芳作品の典拠が多数発見され、同書を国芳が所持していたことを思わせる。
例えば『忠臣蔵十一段目夜討之図』では、西洋画の透視画法（遠近法の一種）を学び、画面に奥行きと緊張感を与えている。ただし、この絵は前述のように大衆に受け入れられず（「生涯」の項も参照）、国芳はシリーズ化を断念した。

## 国芳画廊
|  |  |  |  |

画像-1：『相馬の古内裏』 弘化2-3年（1845-1846年）頃。文化3年（1806年）に刊行された山東京伝の読本『善知安方忠義伝』に取材。平将門の遺児滝夜叉姫（五月姫）は、弟の平良門と共に、筑波山に住む蝦蟇の精霊肉芝仙から妖術を授かり、将門が猿島郡相馬に御所を模して築き、乱の後廃墟となった「相馬の古内裏」を巣窟に徒党を組み、亡父の遺志を継ぎ謀反を企てる。それを討とうとする源頼信の臣大宅太郎光圀が、滝夜叉姫の従者荒井丸と一戦を交えたところに姫が操る巨大な骸骨が御簾を破って現れる。原作では数百の骸骨と戦うと描かれたところを、一体の巨大なものへ翻案、更に三枚続は1片でも成立するよう描くのが慣例のところを、画面いっぱいに骸骨を描き込むなど国芳が得意とした大胆な構図が特徴である。また、骸骨の描写は学術的にもかなり正確になされていることから、国芳は西洋の解剖学に関する書物を参考にしたものと考えられている。
画像-2：『宇治川合戦之図』 先陣を競う梶原景季（左）と佐々木高綱（中央）。武者絵。
画像-3：『赤澤山大相撲』 近隣の武将が集まった狩猟後の余興で、赤沢山で宴を催し、その余興で相撲を始めた。そこで股野五郎景久が21人連続で勝ち抜き得意になっていたところ、河津三郎祐親が二番続けて股野を投げ飛ばす。その技は河津掛けと呼ばれ後世に伝わった。その後河津は工藤祐経に矢を射られ落命、その遺児は曾我に引き取られ曾我兄弟の仇討ちへと続く。改印は安政5年（1858年）出版だが、作画時期は少し早く安政初期と見られる。
画像-4：『大山石尊良辧瀧之図』 文政2年（1819年）頃。大山石尊（石尊大権現、現・大山阿夫利神社）の滝に参拝する人々。名所絵。
|  |  |  |  |

画像-5：『牛若丸僧正坊隋武術覚図』 嘉永4年（1851年）。鞍馬山にて大天狗の鞍馬山僧正坊（中央）から武術の手解きを受ける源義経（牛若丸。右上）。
画像-6：『義経一代記 五条ノ橋之図』 牛若丸と武蔵坊弁慶、五条ノ橋の闘い。
画像-7：大物浦にて義経主従と戦う平知盛の霊の海中の陣。

画像-8：『大物浦平家の亡霊』 嘉永2-4年（1849-1851年）。同じく、義経主従を襲う平家の亡霊。
|  |  |  |  |

画像-9：『戯遊七福神』 安政6年（1859年）
画像-10：『其のまま地口 猫飼好五十三疋』（そのまま-ぢぐち・みやうかいこう-ごじうさんひき）嘉永元年（1848年）。 東海道五十三次の宿場町名を、地口（語呂合わせ）で猫の仕草として描いたもの。順に日本橋は「二本だし（2本の鰹節＝出汁）」、品川は「白顔」、川崎は「蒲焼」、神奈川は「嗅ぐ皮」、程ヶ谷は「喉かい」、戸塚は「はつか（二十日鼠）」、藤沢は「ぶちさば（鯖を咥えたぶち猫）」、平塚は子猫が「育つか」、大磯は「（獲物が）重いぞ」、小田原は「むだどら（鼠に逃げられて無駄走りのどら猫）」、箱根は「へこね（鼠に餌を取られてへこ寝する）」、三島は「三毛ま（三毛猫は魔物、化け猫）」、沼津は「鯰」、原は「どら（猫）」、吉原は「ぶち腹（腹もぶちだ）」、蒲原は「てんぷら」、由比は「鯛」、興津は「起きず」、江尻は「かぢり」、府中は「夢中」、鞠子は「張り子」、岡部は「赤毛」、藤枝は「ぶち下手（ぶち猫は鼠取が下手だ）」、島田は「（魚が）生だ」、金谷は「（猫の名前が）タマや」、日坂は「食ったか」、掛川は「化け顔」、袋井は「袋い（り）」、見付は「ねつき（寝つき）」、浜松は「鼻熱」、舞坂は「抱いたか」、新居は「洗い」、白須賀は「じゃらすか」、二川は「当てがう」、吉田は「起きた」、御油は「恋」か「来い」、赤坂は「（目指しの）頭か」、藤川は「ぶち籠」、岡崎は「尾が裂け」、池鯉鮒は「器量」、鳴海は「軽身」、宮は「親」、桑名は「食うな」、四日市は「寄ったぶち」、石薬師は「いちゃつき」、庄野は「飼うの」、亀山は「化け尼」、関は「牡蠣」、坂下は「アカの舌」、土山は「ぶち邪魔」、水口は「皆ぶち」、石部は「みじめ」、草津は「炬燵」、大津は「上手」、京は「ぎやう（捕まった鼠の悲鳴）」。
画像-11：『山城国 井手の玉川』 美人画。
画像-12：化け猫
|  |  |  |  |  |  |

画像-13：『みかけハこハゐが とんだいゝ人だ』 弘化4年（1847年）。「大ぜいの人が よつて たかつて とふと いゝ人をこしらへた とかく人のことハ 人にしてもらハねバ いゝ人にはならぬ（大勢の人が寄ってたかって、とうとう、いい人をこしらえた。兎角、人の事は人にしてもらわねば、いい人には成らぬ）」 寄せ絵。
画像-14：『甲越勇将伝 上杉家廿四将 本庄越前守繁長』 上杉謙信の重臣本庄繁長を描いた武者絵。
画像-15：『山海め伝度図会 津ゞきが見たい 志州西宮白魚（さんかいめでたいずえ つづきがみたい ししゅうにしのみやしらうお）』 美人画の一つ。
画像-16：『禽獣図会 大鵬 海老』
画像-17：『誠忠 義士肖像』より「堀部矢兵衛金丸」 赤穂浪士の一人、堀部矢兵衛（弥兵衛）。武者絵。
画像-18：『猫のけいこ』 天保12年（1841年）。戯画。団扇絵。着物の柄は、師匠は鈴・小判・猫の足跡・目刺が放射線状に並び、裾から覗く裏地はスルメ。手前の弟子はふかひれ、奥は蛸の絞りと猫の好物尽くしである。
|  |  |  |  |  |  |  |  |  |

画像-19：『荷宝蔵壁のむだ書』 嘉永元年（1848年）頃

画像-20：『人かたまつて人になる』 弘化4年（1847年）頃。「人おほき人の中にも人ぞなき 人になれ人 人になせ人 （人多き人の中にも人ぞ無き 人に成れ人 人に為せ人）」
画像-21：『百人一首之内 山邊赤人』
画像-22：無題（蛸と鯉、岩と魚）。
画像-23：『猫の当字 なまず』 当て字絵。
画像-24：『七津意呂婆東都布地尽 浦橋八十之助（ななついろはとうとふじづくし うらはしやそのすけ）』 役者絵。
画像-25：『開運出世合体七福神』
画像-26：『織田信長の浮世絵』
画像-27：『今川義元の浮世絵』

## 歌川国芳展
平成23年（2011年）には、没後150年を記念して「没後150年 歌川国芳展」が4月12日から6月5日まで大阪市立美術館 、7月9日から8月21日まで静岡市美術館 、12月17日から翌2012年2月12日まで森アーツセンターギャラリー（六本木ヒルズ）で開催された。
令和6年（2024年）12月21日より大阪中之島美術館で「歌川国芳展 ―奇才絵師の魔力」が開催される。大阪で13年振りの国芳展の決定版として約400点を展示する大規模な展覧会となる。会期は前期が2024年12月21日から2025年1月19日、後期が2025年1月21日から2月24日。

## その他
平成26年（2014年）3月14日、国際天文学連合は歌川国芳を記念して、水星のクレーターの一つを Kuniyoshi と命名したと発表した。
倉敷美観地区には、浮世絵の魅力を世界に向けて発信するプロジェクト「UKIYO-E KURASHIKI」第1弾として、旅館を再生した世界初の歌川国芳のミュージアム「UKIYO-E KURASHIKI/国芳館」が開館されている。

## 歌川国芳が登場した関連作品
テレビドラマ
- 『大奥』（演：小田島雄志）

アニメ
- 『おしえて北斎!-THE ANIMATION-』（声 - 林勇） - 絵師になりたい女子高校生の主人公に教える絵師の一人として登場する。
- 『テルマエ・ロマエ ノヴァエ』（声 - 池田秀一） - 水難事故的に風呂場や水場などでタイムスリップしてしまう体質の古代ローマの公衆浴場技師のローマ人主人公と黒船来航の江戸時代で出会う。
- 『逃走中 グレートミッション』（声 - 飛田展男） - 異世界オワリ城ステージで「髑髏衆」の一人として登場し、逃走者達を追い詰めた。